# Бом, Ларс (велогонщик)
Ларс Антониус Йоханнес Бом (нидерл. Lars Anthonius Johannes Boom; род. 30 декабря 1984 во Влеймене, Нидерланды) — голландский профессиональный шоссейный и циклокроссовый велогонщик, выступающий за команду Мирового тура «Jumbo-Visma». Чемпион мира 2008 года и многократный чемпион Нидерландов по велокроссу. Абсолютный чемпион Нидерландов 2008 года на шоссе. Победитель этапа Тур де Франс (2014) и Вуэльты Испании (2009).

## Карьера
Свою профессиональную карьеру Ларс Бом начинал в велокроссе. Выступая за команду Rabobank Junior в 2003 году он выиграл золотую медаль на Чемпионате мира среди юниоров по велокроссу. В 2006 году он завоевал серебряную медаль на Чемпионате мира среди андеров (гонщиков до 23 лет) по велокроссу, а год спустя — золотую. Также в 2007 году голландец участвовал в Чемпионате мира среди андеров на шоссе, проходившем в немецком Штутгарте и стал чемпионом в гонке с раздельным стартом.
В 2008 году на Чемпионате мира среди профессионалов по велокроссу в Тревизо Ларс Бом одержал победу. А также стал чемпионом Нидерландов на шоссе — Ларс выиграл и групповую гонку, и гонку с раздельным стартом. И после этих успехов он решил сосредоточиться на выступлениях на шоссе.
В 2009 году велогонщик подписал контракт с известной голландской командой Rabobank. В первом сезоне его успехами стали победа в генеральной классификации Тура Бельгии и виктория на 15 этапе Вуэльты Испании. В 2010 году спортсмен выиграл пролог Париж — Ниццы.
В 2011 году Бом стал лучшим в общем зачете Тура Британии попутно выиграв два этапа, а также первенствовал в двух прологах — на Туре Катара и Критериуме Дофине.
2012 год ознаменовался успехом в генеральной классификации родной недельной многодневки Энеко Тур (1 место) и участием в Олимпийских играх в Лондоне (однако там успехов Бом не снискал).
9 июля 2014 года велогонщик победил на 5 этапе Тур де Франс с финишем в Аренберге. Этап проходил по брусчатке в дождливую погоду и спортсмен сумел атаковать группу лидеров и одержать победу из сольного отрыва.
С 2015 по 2016 год голландец защищал цвета казахстанской команды Astana Pro Team.
С 2017 года выступает за команду Jumbo-Visma.

## Достижения

### Шоссе
2005
1-й  Триптик де Барраж
1-й  Молодёжная классификация
1-й Этап 2 (ИГ)
1-й Этап 2 Гран-при Соммы
2-й Тур Гессена
2006
1-й  Тур Сантарема
1-й  Молодёжная классификация
1-й Этап 3
1-й  Триптик де Мон
1-й Этап 2
1-й Этап 3 Тур Тюрингии U23
2-й  Чемпионат Нидерландов U23 в индивид. гонке
2007
1-й Чемпионат мира U23 в индивид. гонке
1-й  Чемпионат Нидерландов U23 в индивид. гонке
1-й  Тур Бретани
1-й Пролог & Этап 5
1-й Круг Кемпена
1-й Пролог Тур Нормандии
3-й Тур Сантарема
1-й  Молодёжная классификация
3-й Тур Пуату — Шаранты
4-й Тур Олимпии
1-й Пролог, Этапы 4 & 6 (ИГ)
6-й Гран-при Соммы
2008
Чемпионат Нидерландов
1-й  Индивидуальная гонка
1-й  Групповая гонка
1-й  Тур Олимпии
1-й Этапы 7 (ИГ) & 8
1-й  Вуэльта Льейды
1-й Этапы 5 (КГ) & 6
1-й Этапы 1, 5а (ИГ) & 7 Сиркуито Монтаньес
1-й Этапы 3 & 6 (ИГ) Тур Бретани
1-й Этап 4 Вуэльта Леона
2009
1-й  Тур Бельгии
1-й  Молодёжная классификация
1-й Этап 15 Вуэльта Испании
7-й Тур Саксонии
2010
1-й Гран-при Ефа Схеренса
1-й Пролог Париж — Ницца
3-й  Чемпионат Нидерландов в групповой гонке
5-й Е3 Харелбеке
6-й Энеко Тур
2011
1-й  Тур Британии
1-й Этапы 3 & 6
1-й Пролог Критериум Дофине
1-й Пролог Тур Катара
1-й Этап 1 (КГ) Тиррено — Адриатико
9-й Гент — Вевельгем
10-й Омлоп Хет Ниувсблад
2012
1-й  Энеко Тур
Чемпионат Нидерландов
2-й  Индивидуальная гонка
2-й  Групповая гонка
2-й Стер ЗЛМ Тур
1-й Этап 3
2-й Тур Зеландии
5-й Чемпионат мира в групповой гонке
6-й Париж — Рубе
2013
1-й  Стер ЗЛМ Тур
1-й Этап 4
1-й Этап 2 (ИГ) Тур Средиземноморья
1-й  Очковая классификация Энеко Тур
2-й Тур дю От-Вар
1-й Этап 2
4-й Бенш — Шиме — Бенши
2014
1-й Этап 5 Тур де Франс
2-й Энеко Тур
2015
1-й Этап 1 Тур Дании
4-й Париж — Рубе
6-й Тур Фландрии
2016
1-й Гран-при Жан-Пьера Монсере
6-й Е3 Харелбеке
2017
1-й  Тур Британии
1-й Этап 5 (ИГ)
4-й Классика Арнем — Венендал
8-й БинкБанк Тур
1-й Этап 5

### Велокросс
2007
1-й  Чемпионат Нидерландов
2008
1-й  Чемпионат мира
1-й  Чемпионат Нидерландов
2009
1-й  Чемпионат Нидерландов
2010
1-й  Чемпионат Нидерландов
2011
1-й  Чемпионат Нидерландов
2012
1-й  Чемпионат Нидерландов
2013
2-й  Чемпионат Нидерландов

## Статистика выступлений

### Гранд-туры
| Гонка           | 2009 | 2010 | 2011 | 2012 | 2013 | 2014 | 2015 |
| --------------- | ---- | ---- | ---- | ---- | ---- | ---- | ---- |
| Джиро д'Италия  | —    | —    | —    | —    | —    | —    | —    |
| Тур де Франс    | —    | 130  | НФ   | —    | 105  | 97   | НФ   |
| Вуэльта Испании | 55   | —    | —    | 107  | —    | —    | —    |